# Каптен-Коув (Вірджинія)
Каптен-Коув (англ. Captains Cove) — переписна місцевість (CDP) в США, в окрузі Аккомак штату Вірджинія. Населення — 1544 особи (2020).

## Географія
Каптен-Коув розташований за координатами 37°59′47″ пн. ш. 75°25′33″ зх. д. / 37.99639° пн. ш. 75.42583° зх. д. (37.996297, -75.425918).  За даними Бюро перепису населення США в 2010 році переписна місцевість мала площу 7,99 км², з яких 7,64 км² — суходіл та 0,35 км² — водойми.

## Демографія
Згідно з переписом 2010 року, у переписній місцевості мешкали 1042 особи в 476 домогосподарствах у складі 341 родини. Густота населення становила 130 осіб/км².  Було 844 помешкання (106/км²).
Расовий склад населення:
| - 90,5 % — білих - 6,5 % — чорних або афроамериканців - 1,1 % — азіатів - 0,5 % — вихідців з тихоокеанських островів |

До двох чи більше рас належало 1,3 %. Частка іспаномовних становила 2,3 % від усіх жителів.
За віковим діапазоном населення розподілялося таким чином: 15,1 % — особи молодші 18 років, 61,1 % — особи у віці 18—64 років, 23,8 % — особи у віці 65 років та старші. Медіана віку мешканця становила 51,0 року. На 100 осіб жіночої статі у переписній місцевості припадало 96,2 чоловіків;  на 100 жінок у віці від 18 років та старших — 96,2 чоловіків також старших 18 років.
Середній дохід на одне домашнє господарство  становив 53 845 доларів США (медіана — 47 583), а середній дохід на одну сім'ю — 51 587 доларів (медіана — 46 196). За межею бідності перебувало 15,2 % осіб, у тому числі 25,8 % дітей у віці до 18 років та 0,0 % осіб у віці 65 років та старших.
Цивільне працевлаштоване населення становило 389 осіб. Основні галузі зайнятості: освіта, охорона здоров'я та соціальна допомога — 22,9 %, виробництво — 19,5 %, публічна адміністрація — 15,2 %, транспорт — 14,7 %.